# Microgobius carri
Microgobius carri és una espècie de peix de la família dels gòbids i de l'ordre dels perciformes.

## Morfologia
Els mascles poden assolir els 7,5 cm de longitud total.

## Distribució geogràfica
Es troba des de Carolina del Nord i l'est del Golf de Mèxic fins a les Petites Antilles.